# Mercado Mayoreo
El Mercado Mayoreo es uno de los principales centros de abasto y comercio al por mayor de la ciudad de Managua, Nicaragua. Se encuentra ubicado en el sector noreste de la capital, a la altura del km 4.5 de la Carretera Norte, y es administrado por la Corporación Municipal de Mercados de Managua (COMMEMA).

## Historia
El mercado fue establecido en la década de 1980 como parte de un plan de descentralización del comercio que anteriormente se concentraba en el Mercado Oriental. El objetivo era descongestionar el centro de la ciudad y ofrecer una alternativa de comercio mayorista más organizada. Desde entonces, ha experimentado diversas ampliaciones y renovaciones.

## Infraestructura y servicios
El Mercado Mayoreo abarca aproximadamente 12 hectáreas y cuenta con más de 1,200 puestos fijos y semifijos. Se comercializan productos agrícolas frescos, carnes, cereales, ropa, electrodomésticos, materiales de construcción, entre otros. También opera una terminal de transporte interurbano y urbano, y posee instalaciones sanitarias, seguridad privada y sistema de recolección de desechos.
Durante las festividades nacionales, como la Gritería y la Semana Santa, el mercado aumenta significativamente su actividad, recibiendo a miles de compradores mayoristas y minoristas provenientes de distintos departamentos del país.

## Accesibilidad y transporte
El mercado es un punto clave en la red de rutas de buses de Managua, siendo punto de partida o llegada para varias líneas como la 101, 102, 120 y otras. También conecta con buses intermunicipales hacia Tipitapa, Ciudad Sandino y municipios del norte del país. Su cercanía al Terminal de Buses interurbanos del Mayoreo lo convierte en un nodo logístico estratégico para la ciudad.

## Problemáticas y modernización
A lo largo de los años, el Mercado Mayoreo ha enfrentado desafíos como la falta de ordenamiento, problemas de seguridad y ventas informales en los alrededores. La Alcaldía de Managua ha implementado proyectos de mejora, incluyendo techado de sectores, rehabilitación de drenajes y campañas de higiene.
Se contempla su integración al futuro Sistema de Bus de Tránsito Rápido de Managua, con una estación intermodal que conectaría el transporte mayorista con rutas troncales de alta capacidad.